# یتی
یتی (به تبتی: Migo, gYa’ dred) یا مرد برفی موجودی افسانه‌ای است که بسیاری فکر می‌کنند چنین موجودی ساکن کوه‌های بزرگ هیمالیا و کشورهای نپال و تبت است.
بنا به داستان‌ها او جثه‌ای به بزرگی یک خرس بزرگ سفید دارد و همانند انسان بر روی دو پا راه می‌رود.
گفته می‌شود که بومیان و کوهنوردان در هوای بد کوهستان یتی را گه گاه می‌بینند. همچنین گفته می‌شود که گاهی به مردمان گمشده در کوه کمک می‌کند.
از این موجود با نام‌های «پاگنده» و ساسکواچ هم، نام برده شده است.
بسیاری از انسان‌های کنجکاو و حتی دانشمندان به‌دنبال ردپاهای «یتی» هستند. برخی دانشمندان انسان‌شناس یتی را با «ژیگانتوپیتکوس» که موجودی باستانی، انسان نما و منقرض شده از گونه پریمات‌ها می‌باشد مشابه دانسته‌اند. یتی در کتاب و فیلم‌های بسیاری از جمله کتاب کمیک تن‌تن در تبت نشان داده شده است.
تلاش برای کشف یتی به دوران اسکندر بازمی‌گردد. برخی شواهد بدست آمده نشان می‌دهد که احتمال وجود موجودی مانند یتی، نه تنها در تبت، که در کلرادو (ایالات متحده) نیز می‌رود. پژوهشگرانی که در زمینه چنین موجوداتی تحقیق می‌کنند با تشکیل انجمن‌ها و سایت‌های گوناگون نتایج تحقیقات خود را به‌عموم علاقه‌مندان ارائه می‌نمایند: تصاویر و شواهد گوناگونی از این موجود ارائه شده که همه آن‌ها واضح و قابل اثبات نیستند، اما برخی از آن‌ها تأمل برانگیزند و این امکان را می‌دهند که روزی افسانه یتی به حقیقتی علمی بدل گردد و شاید انقلابی در کشف مراحل تکامل پریماتها و به ویژه انسان پدیدآورد.
اولین گزارش در مورد حضور موجودی غیرعادی در سال ۱۸۳۲ در ژورنال آسیایی انجمن بنگال منتشر شد. این گزارش بر مبنای مشاهدات بی اچ هاجسون، کوه‌نورد بریتانیایی منتشر شد. او گفت این موجود، موهایی طولانی و تیره داشت و او فکر کرده بود اورانگوتانی دیده است. اگر چنین چیزی صحت داشت، این اورانگوتان بیچاره، هزاران کیلومتر از زادگاه خود دور افتاده و به شدت سردش بود.

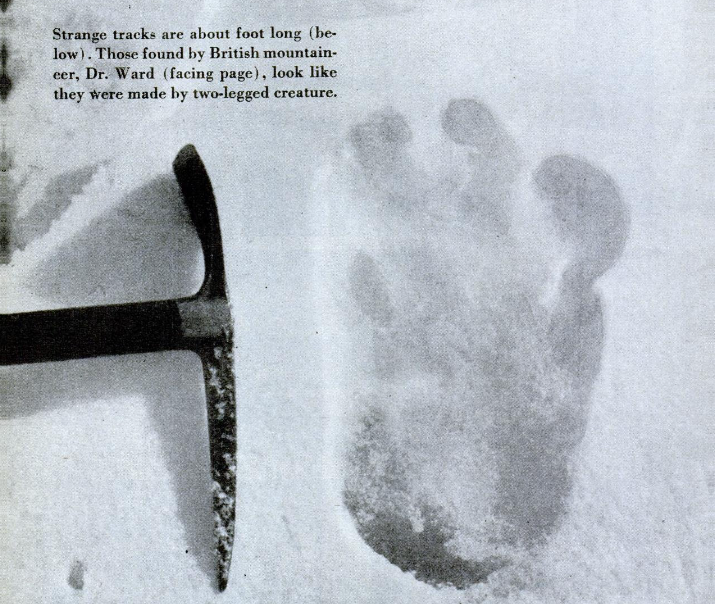
ردپایی که به یتی نسبت داده شد

در سال ۱۹۲۵ عکاسی به نام ان ای تومبازی تجربه خود از مشاهده یتی را ثبت کرد. او گفت موجودی دراز و لخت را در ارتفاع ۴۵۰۰ متری دیده است. کوتاه مدتی قبل از جنگ جهانی دوم، نازی‌ها هم به یتی علاقه‌مند شدند و تیمی را برای تحقیق در این مورد به نپال فرستادند. ارنست شافر، جهانگرد یکصد سال پیش به این نتیجه رسیده بود که چنین موجودی قطعاً خرس است.
در سال ۱۹۵۳ روزنامه دیلی میل بریتانیا هم تیم تحقیقی به نپال فرستاد. این روزنامه یکسال بعد مقاله‌ای دربارهٔ یافتن جمجمه یتی جاپ کرد اما بعداً پروفسور فردریک وود با بررسی آن به این نتیجه رسید چیزی که پیدا شده نه جمجمه است و نه به اورانگوتان تعلق دارد.
راینهولد مسنر، کوهنورد ایتالیایی در سال ۱۹۸۶ مدعی شد موجود اسرارآمیزی که دیده شده متعلق به یک گونه خرس در معرض انقراض بوده است. او گفت این موجود یا خرس قهوه‌ای هیمالیایی بوده یا خرس آبی رنگ تبتی که می‌تواند روی پاهای پشتی خود راه برود.
با این وجود تحقیقی علمی که در سال ۲۰۱۷ صورت گرفت، به این نتیجه رسید که اسناد حضور یتی در این منطقه ناشی از مشاهده انواع خرس است و دانشمندان می‌گویند آن‌ها «یکبار برای همیشه» ثابت کرده‌اند که یتی (مرد برفی) وجود ندارد. پروفسور شارلون لیندکویست که در دانشگاه بوفالو در نیویورک کار می‌کند گفته است یافته‌های ما نشان می‌دهد شالوده زیستی یتی‌ها به خرس‌های منطقه بر می‌گردد. او و همکارانش ۹ مورد از شواهد تاریخی حضور یتی را بررسی کرده‌اند که توسط گروهی که در حال ساخت فیلمی در مورد یتی‌ها بودند به دست آمده بود. آزمایش‌های دی‌ان‌ای نشان داد که این شواهد متعلق به خرس‌های پیر مرده بودند.
تلاش برای یافتن یتی همچنان طی این سال‌ها ادامه داشته اما آن‌ها چیزی نتوانستند پیدا کنند. اما حتی یافته‌های جدید در رد این فرضیه‌ها، باعث نشده تا هواداران یتی ناامید بشوند.

## در فرهنگ عامه
- یتی، (موجود افسانه‌ای یا مرد برفی) در کتاب تن‌تن در تبت نشان داده شده است.[۳]
- کارخانه هیولاها